# Triebener Tauern
De Triebener Tauern is een 1274 meter hoge bergpas in de Oostenrijkse Stiermarken over de zogeheten Niedere Tauern. De pas scheidt de bergmassieven van de Rottenmanner Tauern in het westen van de Seckauer Tauern in het oosten.
Arlberg · Bielerhöhe · Brenner · Fern · Flexen · Gerlos · Großglockner · Hahntennjoch · Katschberg · Kühtai · Pfitscherjoch · Plöcken · Radstädter Tauern · Reschen · Seefeld · Sölk · Staller Sattel · Timmelsjoch · Triebener Tauern · Turracherhöhe · Zeinis